# Cath Wallace
Cath Wallace, est une environnementaliste néo-zélandaise. Elle est connue pour son engagement pour la protection de l'Antarctique.

## Biographie
Depuis 1987, Cath Wallace est professeur à l'Université Victoria de Wellington et membre de l'Union internationale pour la conservation de la nature.
Au sein des associations non gouvernementales de l'Antarctic and Southern Ocean Coalition, Cath Wallace a contribué à la ratification en 1991, du Protocole de Madrid pour la protection de l'protection de l'Antarctique. 
En 1996, elle a conduit une action contre le gouvernement de Nouvelle-Zélande et la violation des quotas de pêche

## Distinction
Cath Wallace est l'un des six lauréats 1991 du Prix Goldman de l'Environnement.